# El Lazarillo de Tormes (película)
El Lazarillo de Tormes una película de coproducción hispanoitaliana dirigida por César Fernández Ardavín. Está basada en la novela homónima del siglo XVI. Obtuvo el Oso de Oro del Festival de Berlín en 1960. Se estrenó en España el 16 de noviembre de 1959 en el cine Callao y en Italia en abril de 1964 con el nombre de Lazarillo di Tormes. También fue estrenada en los Estados Unidos el 4 de abril de 1963.

## Argumento
La película se centra en la infancia de Lazarillo (Marco Paoletti) joven de familia muy humilde que es confiado por su madre a un ciego (Carlos Casaravilla) para que le sirva de aprendiz.

## Reparto principal
- Marco Paoletti: Lazarillo.
- Carlos Casaravilla: el ciego.
- Juanjo Menéndez: el escudero
- Antonio Molino Rojo: el alguacil.
- Margarita Lozano: Antona.

## Premios y candidaturas
Festival de Berlín
| Año  | Categoría  | Película | Resultado |
| ---- | ---------- | -------- | --------- |
| 1960 | Oso de oro |          | Ganadora  |

Medallas del Círculo de Escritores Cinematográficos 1959
| Categoría        | Premiado                |
| ---------------- | ----------------------- |
| Mejor película   | El Lazarillo de Tormes  |
| Mejor director   | César Fernández Ardavín |
| Mejor fotografía | Manuel Berenguer        |
| Mejor música     | Salvador Ruiz de Luna   |

Premios del Sindicato Nacional del Espectáculo
| Año  | Categoría      | Película               | Resultado                   |
| ---- | -------------- | ---------------------- | --------------------------- |
| 1959 | Mejor película | El Lazarillo de Tormes | Mención especial del jurado |